# Іван Юрійович (князь турівський)
Іва́н Ю́рійович (? — після 1170) — князь турівський (до 1168 р. — після 1170 р.), син турівського князя Юрія Ярославича і Анни Всеволодівни, дочки Всеволодка Давидовича Гродненського.

## Життєпис
Іван належить до першого покоління турівських князів, які правили після поділу Турівщини на удільні князівства — Турівське, Пінське і Дубровицьке. Поділ відбувся між 1167 і 1174 рр.
Серед п'яти синів Юрія Ярославича в літописних повідомленнях троє згадуються як «Турівський», «з Турова»: Святополк, Іван і Гліб. Іван згаданий другим за часом після Святополка: Святополк згаданий як «Турівський» в 1162 р. (ще за життя батька і до поділу на уділи), Іван «з Турова» — в 1167 (1168) і 1170.
Згадка в літописах «Гюргевич Иван з Турова» дає підставу вважати, що Іван княжив безпосередньо в Турівському князівстві. Однак відомо, що Святополк помер в 1190 р. При цьому в 1183 р. Гліб Юрійович названий як князь Дубровицький, а князем Пінським названий ще один син Юрія Ярославича — Ярослав.

### Основні звістки
У Воскресенському літописі Іван згадується під 1167, в Густинському — під 1168 роком. Разом з іншими князями Русі виступив проти половців, які грабували на Дніпрі купецькі каравани, що пливли з Візантії: 
|  | «… І потім по Мале посла Мьстіслав по брати свою, і с'вкупішася вся брати у нього Києві: Ярослав з Лучьска, Володимир Андрійович з Дорогобужа, Рюрик з Вручого, Давид з Вишегород, а Гюргевіч Іван з Туров.» |

В 1170 знову брав участь в поході на половців.
За Іпатіївським літописом, в 1170 допомагав князю Мстиславу Ізяславичу повернути київський престол, з якого той був вигнаний за наказом великого князя владимирського Андрія Боголюбського.

### Нащадки
- Андрій Іванович — князь турівський.